# Michishio (destroyer)
Pour les autres navires du même nom, voir Michishio.
Le Michishio (満潮) était un destroyer de classe Asashio en service dans la Marine impériale japonaise pendant la Seconde Guerre mondiale.

## Historique
Lors de la mise en service, le Michishio soutient les opérations japonaises lors de la Seconde guerre sino-japonaise de novembre à décembre 1937.
Au moment de l'attaque sur Pearl Harbor, il est attribué à la 8e division de destroyers, intégré à la 2e escadre de destroyers de la 2e flotte. Il escorte le corps principal de la Force méridionale de l'amiral Nobutake Kondō, quittant le district de garde de Mako pour les invasions de la Malaisie et des Philippines en décembre 1941.
Le Michishio escorte un convoi de troupes de Mako vers Singora, puis Hong Kong le 5 janvier 1942. Il escorte un autre convoi de troupes à Davao, puis accompagne la force d'invasion d'Ambon le 31 janvier, la force d'invasion de Makassar le 8 février et la force d'invasion de Bali/Lombok le 18 février.
Dans la nuit du 19 février, le Michishio participe à la bataille du détroit de Badung. Au cours de la bataille, il est gravement endommagé par des tirs croisés de quatre destroyers de la Marine des États-Unis, tuant 13 membres d'équipage et en blessant 83. Il est remorqué par le destroyer Asashio jusqu'à Makassar pour des réparations.
Il est réparé à Yokosuka jusqu'à la fin octobre, il effectue ensuite trois "Tokyo Express" début novembre. Au cours de la bataille navale de Guadalcanal le 14 novembre, il est endommagé par un avion de la marine américaine et envoyé aux Shortland pour les réparations. Le destroyer est remorqué jusqu'à Rabaul, puis à Truk, et enfin à Yokosuka, y arrivant le 17 mars 1943. Il est réparé jusqu'à la mi-novembre avant de revenir à Truk à la fin de l'année, escortant les croiseurs Kumano et Suzuya en mission à Kavieng.
En janvier 1944, le Michishio atteint le district naval de Kure en compagnie du cuirassé Yamato, puis escorte un convoi de troupes vers Truk à la fin du mois. Les deux mois suivants, il escorte le cuirassé Musashi.
Au cours de la bataille de la mer des Philippines, le Michishio fait partie de la force "B" de l'Amiral Takatsugu Jōjima, mais il ne tire aucun coup de canon pendant la bataille. Il assiste ensuite le tanker endommagé Itsukushima Maru jusqu'à Negros, puis escorte le cuirassé Fusō de Davao à Kure. En août, il accompagne le cuirassé Haruna de Sasebo à Singapour, puis escorte des convois de ravitaillement à Brunei.
Au cours de la bataille du détroit de Surigao, le Michishio fait partie de la force du sud de l'Amiral Shōji Nishimura. Le 25 octobre, il est touché par une torpille tiré par l'USS McDermut, puis achevé par l'USS Hutchins à la position 10° 25′ N, 125° 23′ E. Le Michishio est rayé des listes de la marine le 10 janvier 1945.

## Épave
En 2017, le navire océanographique de Paul Allen RV Petrel a localisé les épaves des destroyers japonais Michishio, Yamagumo et Asagumo dans le détroit de Surigao.